# De Otio
De Otio ("Sobre o Ócio") é uma obra em latim do filósofo estoico Sêneca (4 a.C.-65 d.C.).O trabalho diz respeito ao uso racional do tempo livre, pelo qual se pode ainda ajudar ativamente a humanidade engajando-se em questões mais amplas sobre a natureza e o universo. É dirigido ao seu amigo Aneu Sereno e foi escrito, provavelmente, no ano 62, sendo um dos três diálogos endereçados a Sereno, que também inclui “Sobre a tranquilidade da alma” e “Sobre a Constância do Sábio”. O diálogo, em outras traduções, foi nomeado “Da vida retirada”.

## Tema e Estrutura
Em Sobre o Ócio Sêneca debate a vida apropriada para um filósofo estoico. Sêneca relata a posição padrão da escola de que os sábios se envolverão em assuntos públicos, a menos que algo os impeça. Enumera alguns argumentos contra o engajamento na vida pública, como se o estado for muito corrupto, ou se a influência do sábio for muito limitada, ou se ainda ele está com saúde debilitada.
Explica as posições dos fundadores do estoicismo Zenão, Cleantes e Crísipo fazendo um forte contraste com os ensinamentos de Epicuro.
O sábio deve optar por se envolver com o universo mais amplo: movendo suas ações da perspectiva local para a perspectiva cósmica e se estudar as questões fundamentais do universo de maneira a ajudar toda a humanidade. No fundo, o ócio, para o filósofo, não é apenas uma questão de ter tempo para descansar e realizar atividades relaxantes. É um aspecto crucial da própria vida, sem o qual não temos tempo nem energia para pensar, sendo assim forçados pelas circunstâncias a viver uma vida menos útil e realizadora do que de outra forma. 

## Trechos
“As duas correntes filosóficas, a dos Epicuristas e a dos Estoicos, diferem muito na maioria dos aspectos e, neste ponto, entre os demais, no entanto, cada uma delas nos encaminha para o ócio, embora por um caminho diferente. Epicuro diz: “O sábio não participará da política, exceto em alguma ocasião especial”; Zenão diz: “O sábio participará da política, a menos que seja impedido por alguma circunstância especial” (III, 3)

## Leitura Adicional

#### Traduções
- Alexandre Pires Vieira. Sobre o Ócio. 2020, Montecristo Editora. ISBN 9781619651838